# Porte taillée
La Porte taillée est un ouvrage militaire situé dans le centre historique de Besançon.

## Historique
L'ouvrage est situé en contrebas de la citadelle de Besançon, dans le secteur de Rivotte près de La Boucle, centre historique de la ville. Dès le IIe siècle, à la fin du règne de Marc Aurèle, un aqueduc de 11 km fut édifié entre Besançon et les sources d'Arcier, aboutissant dans un bassin de 5 mètres2 dans l'actuel square Castan. C'était une galerie souterraine mesurant environ 1,55 mètre de hauteur sur 0,75 mètre de large, entrant dans la ville par une ouverture étroite percée à même le roc, qui donnera plus tard la Porte taillée. C'est au Moyen Âge qu'une véritable porte est aménagée, ouvrant ainsi la route de la Suisse. Jusqu'en 1875, et comme toutes les entrées de la ville, cette porte était fermée de 22h45 à 4h du matin, le signal étant donné par le bourdon de St-Pierre. Les gardiens devaient manœuvrer deux lourds battants de bois.
C'est sous Charles Quint (en 1546) que fut érigée la tour de guet, mais on doit à Vauban l'élargissement du passage de la porte médiévale, l'aménagement du bâtiment côté ville permettant d’accéder à la tour, la construction du corps de garde adossé à l’escarpement de la citadelle, ainsi que du terre-plein situé devant la porte côté ville et le corps de garde avec sa contrescarpe côté rivière. 
La porte fut élargie une dernière fois au début du XXe siècle après le retrait des battants afin de permettre deux voies de circulation. En 1944, la porte est classée au titre des monuments historiques.
En 2004, la réfection de la charpente et de la couverture de la tour de la Porte Taillée a été réalisée, suivie en 2005 par la réfection de la charpente et de la couverture de l’ancien corps de garde ainsi que le ravalement de ses façades. Le montant total des travaux réalisés sur le monument s'est élevé à 150 000 €.

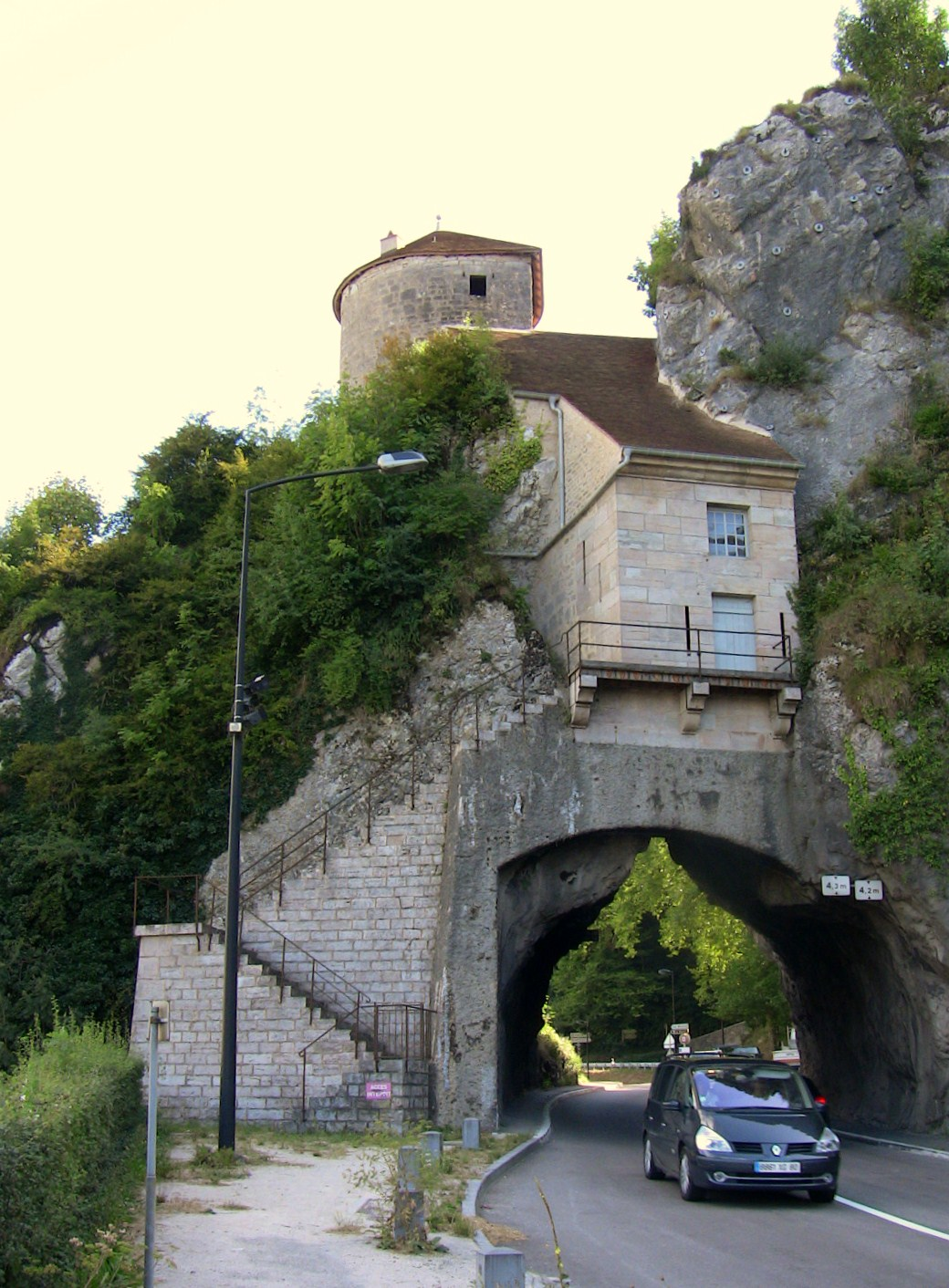
Porte taillée - vue avant
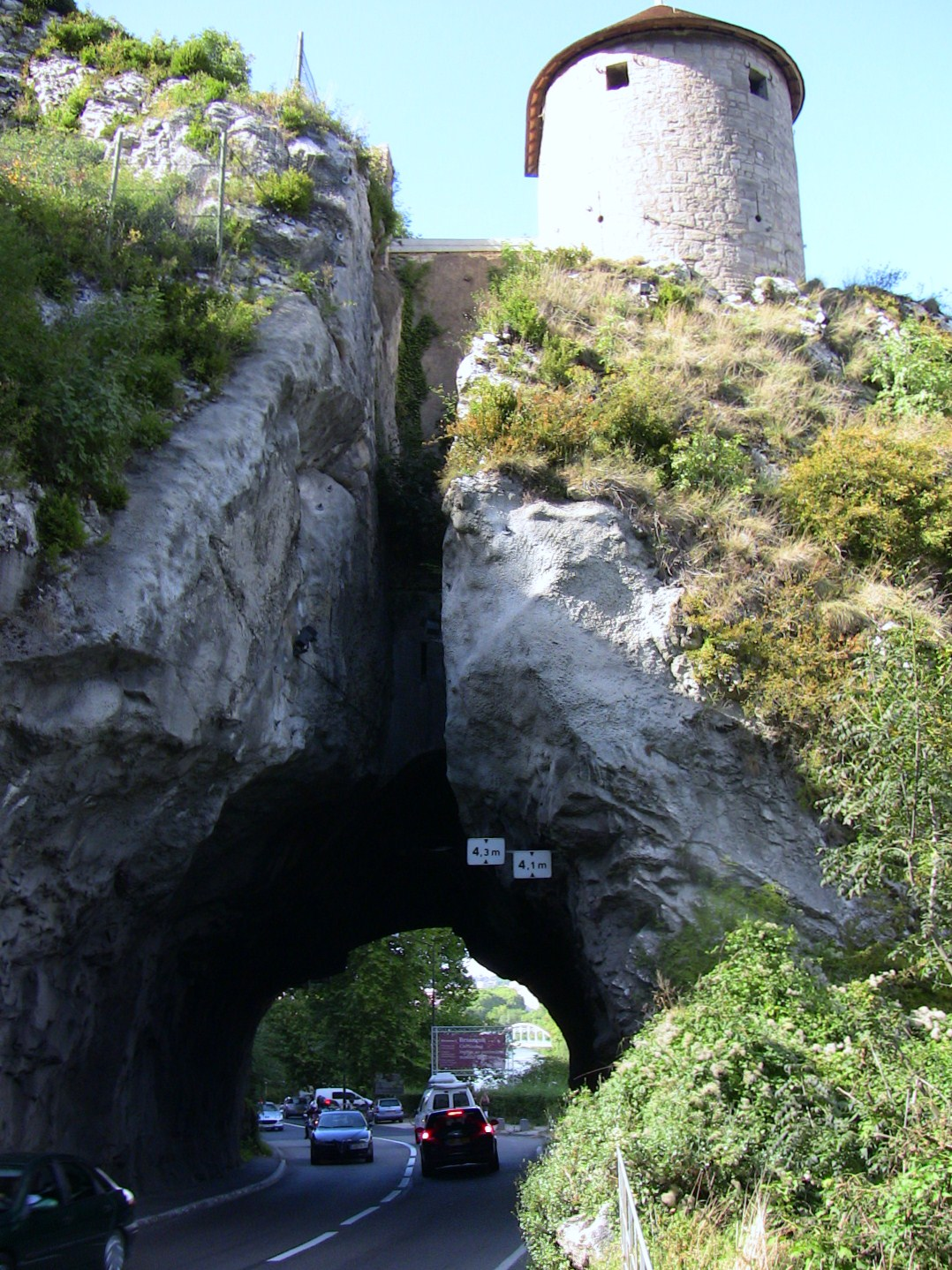
Porte taillée - vue arrière
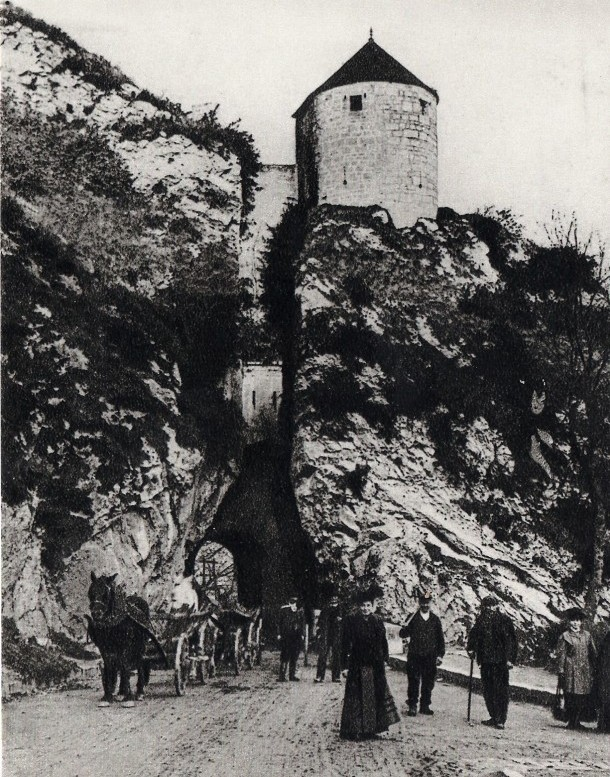
La porte taillée dans les années 1920